# Villalgordo del Marquesado
Villalgordo del Marquesado – gmina w Hiszpanii, w prowincji Cuenca, w Kastylii-La Mancha, o powierzchni 30,3 km². W 2011 roku gmina liczyła 101 mieszkańców.